# Меня
Ме́ня — река в России, протекает по территории Большеигнатовского, Ардатовского районов Мордовии и Порецкого района Чувашии. Входит в Засурский гидрологический район.

## Физико-географическая характеристика
Река берёт начало в 1,5 км к востоку от села Вармазейка Большеигнатовского района Мордовии. Устье реки находится в 220 км от устья Суры по левому берегу. Длина реки составляет 85 км (в Мордовии 60 км), площадь водосборного бассейна — 710 км². Коэффициент густоты речной сети колеблется от 0,3 до 0,6 км/км² (в Чувашии); 0,72 км/км². Годовой сток 120—140 мм. Питание смешанное. Годовой расход воды в низовьях 8 м³/с. Средняя минерализация воды 300—450 мг/ли. Ширина русла 3—5 м, в низовьях до 10 м, глубина 0,5—1 м, в некоторых местах до 1,5 м.
На реке расположены сёла Киржеманы, Горки Большеигнатовского района, Солдатское, Силино Ардатовского района Мордовии, Анастасово, Ряпино Порецкого района, другие населённые пункты.

### Притоки
(указано расстояние от устья)
- 8,2 км: река Ближняя Тулупиха (лв)
- 11 км: река Берёзовый Овраг (лв)
- 24 км: река Суралейка (пр; главный[2])
- 28 км: река Норелей (пр)
- 29 км: река Висяжка (лв)
- 34 км: река Кармалей (пр)
- 54 км: река Вачка (лв)
- 55 км: река Румлейка (пр)

## Этимология
Гидроним Меня объясняется от эрзянского мень «какая, что за» и означает «какая-то река».

## Экология
В целях сохранения и восстановления редких и исчезающих видов растений и животных, сохранения уникальных лугово-степных биоценозов в 1996 году в Порецком районе Чувашии, на склоне надпойменной террасы правобережья реки Меня создан государственный природный заказник «Поменский».

## Данные водного реестра
По данным государственного водного реестра России относится к Верхневолжскому бассейновому округу, водохозяйственный участок реки — Сура от устья реки Алатырь и до устья, речной подбассейн реки — Сура. Речной бассейн реки — (Верхняя) Волга до Куйбышевского водохранилища (без бассейна Оки).
Код объекта в государственном водном реестре — 08010500412110000039036.